# Cour du Moulin-Zorn
La cour du Moulin-Zorn  (en alsacien : Zornmühlgass) est une voie privée de Strasbourg, rattachée administrativement au quartier Gare - Kléber, qui s'ouvre sur la place Henri-Dunant. Située au Finkwiller, à l'est du quartier historique et touristique des Ponts couverts, elle est parallèle au canal de la Zornmühle au nord et à la rue Finkwiller au sud.

## Origine du nom et histoire

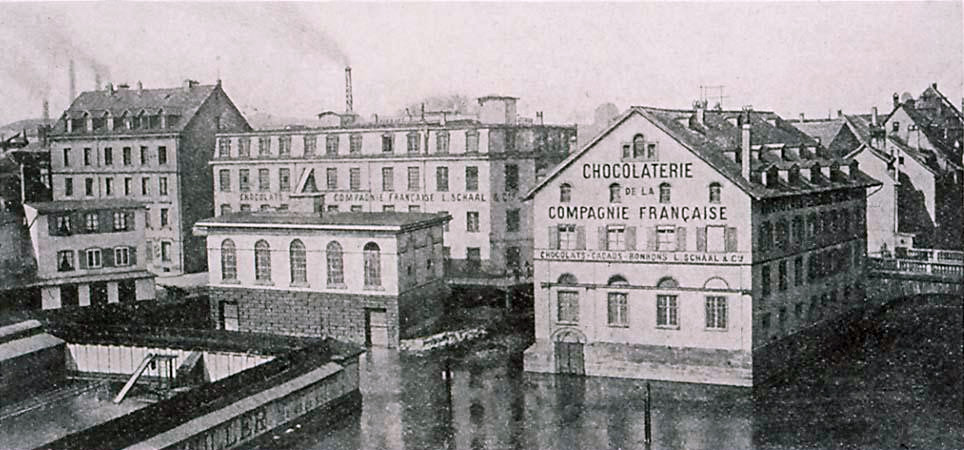
La chocolaterie Schaal dans le quartier des Moulins en 1924.

Son nom, comme celui du canal de la Zornmühle, lui vient d'un moulin dont la présence est attestée dans un quartier des pêcheurs  (inter piscatores) dès le XIIIe siècle. Il est reconstruit en 1771 par F. N. Zorn de Plobsheim, selon une pierre scellée dans la mur. Vendu en 1821, il est une nouvelle fois reconstruit en 1834.
La chocolaterie Schaal, qui s'était installée dans le quartier en 1871, transfère ses locaux en périphérie de Strasbourg en 1970. Un complexe immobilier est créé sur le site.

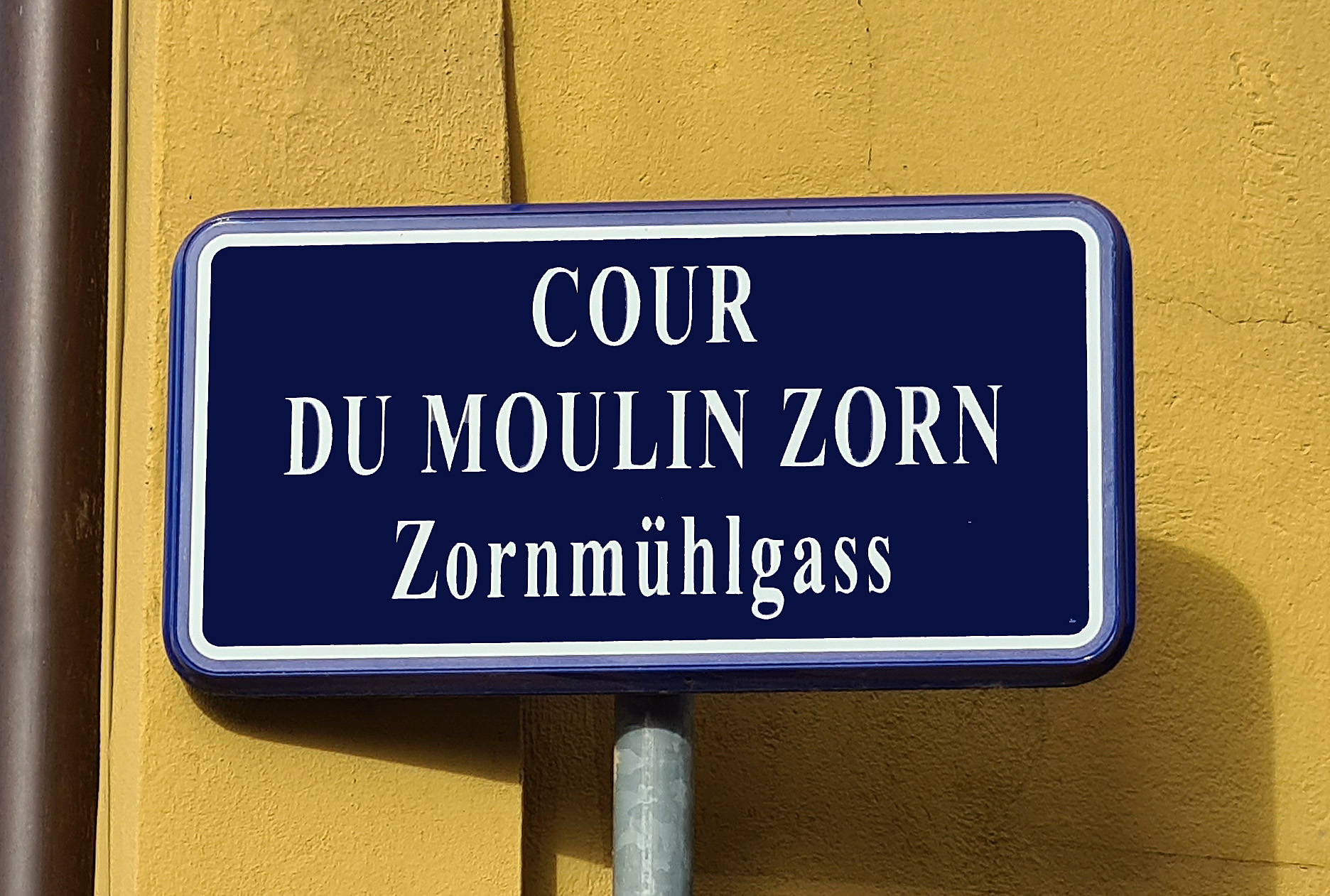
Plaque bilingue, en français et en alsacien.

Sur l'emplacement du Zornenmühlgässchen qui s'ouvrait auparavant sur la place des Moulins, la voie privatisée, prend alors le nom de « cour du Moulin-Zorn ».
À partir de 1995, des plaques de rues bilingues, à la fois en français et en alsacien, sont mises en place par la municipalité lorsque les noms de rue traditionnels étaient encore en usage dans le parler strasbourgeois. La voie est alors sous-titrée Zornmühlgass.

## Bâtiments remarquables

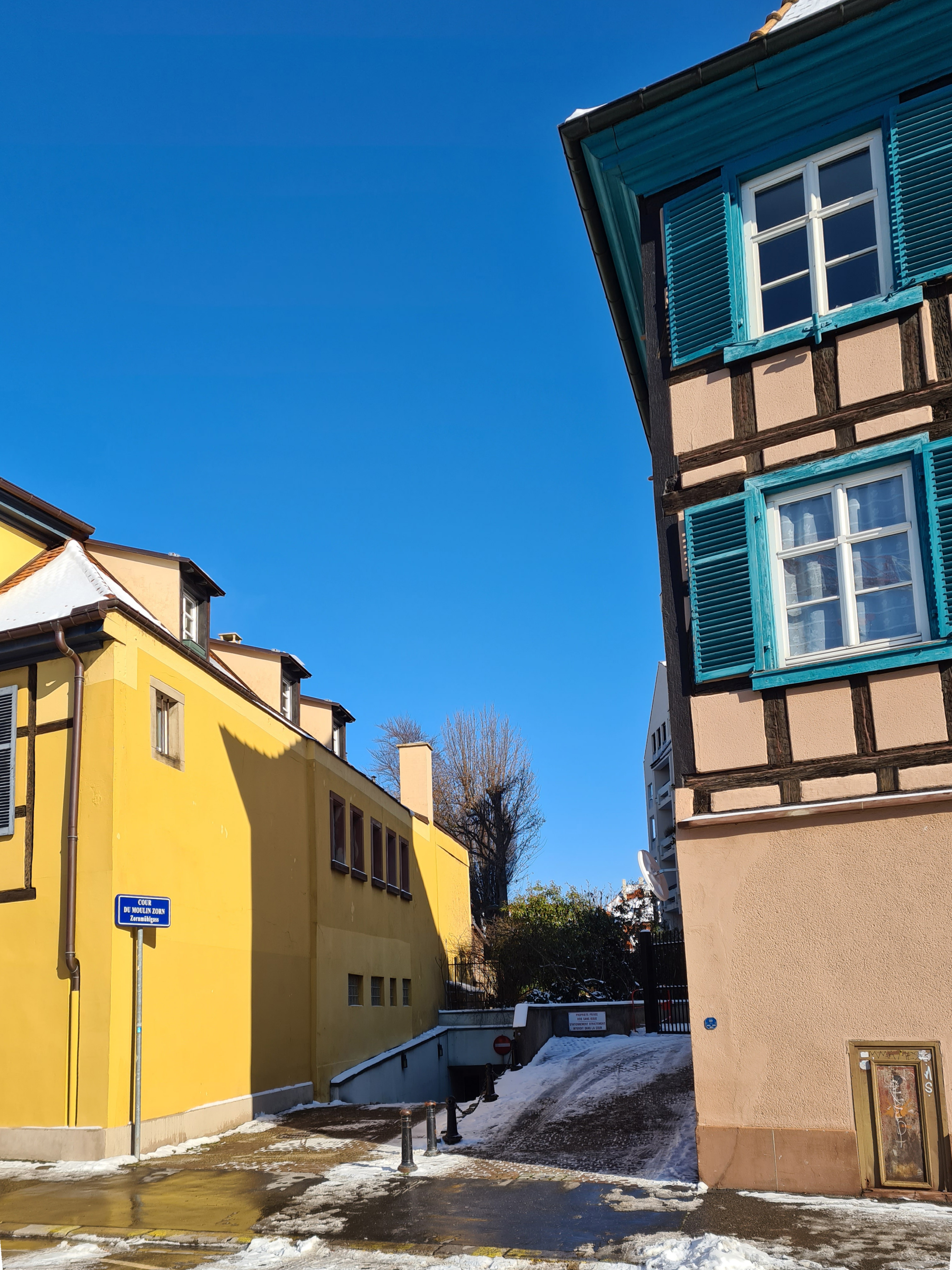
Accès entre les nos 21 et 23 de la place Henri-Dunant.

L'entrée de la cour est encadrée par deux maisons à colombages du XIXe siècle. Le bâtiment à l'angle avec le no 21 a été construit en 1838 par Frédéric-Auguste Stuber (1803-1893), architecte du chapitre de Saint-Thomas et descendant du pasteur Jean-Georges Stuber.